# جون سانفورد
جون سانفورد (بالإنجليزية: John Sanford)‏ هو كاتب وكاتب سيناريو أمريكي، ولد في 31 مايو 1904 في هارلم في الولايات المتحدة، وتوفي في 5 مارس 2003 في مونتيسيتو في الولايات المتحدة.

## وصلات خارجية
- جون سانفورد على موقع IMDb (الإنجليزية)